# Kalocsai Fegyház és Börtön
A Kalocsai Fegyház és Börtön büntetés-végrehajtási intézet a Bács-Kiskun vármegyei Kalocsán. Költségvetési szerv, jogi személy. Alaptevékenysége a külön kijelölés által meghatározott körben az előzetes letartóztatással, a felnőtt korú női és férfi elítéltek fegyház és börtön fokozatú szabadságvesztésével összefüggő büntetés-végrehajtási feladatok ellátása. Felügyeleti szerve a Belügyminisztérium, szakfelügyeletet ellátó szerve a Büntetés-végrehajtás Országos Parancsnoksága.

## Története
A Kalocsai Királyi Törvényszéki Fogházat – a Királyi Ügyészséget, a Királyi Járásbíróságot és a telekkönyvi hivatalt is magába foglaló – „Törvényház” részeként 1896–1897-ben épült fel Kiss István tervei szerint. A fogház mellett rabműhely és rabkórház is létesült. 1916-ban női dologházat hoztak létre, amelynek működtetését a fogház személyzete látta el. 1949-től Kalocsai Megyei Bíróság és Fogház. (A bíróság 1950 áprilisában megszűnt). A Kalocsai Fegyház és Börtön – alapító okirata szerint – 1950-ben létesült. Ez év augusztusában a Márianosztrai Fegyház és Börtönből a női elítéltek egy részét ide szállították át.
Az elítélteket eredetileg karbantartási, mezőgazdasági munkákkal, illetve kosárfonással, majd 1953-tól a Kalocsai Konfekcióipari Vállalat keretében – elsősorban munkaruhák gyártásával – foglalkoztatták. A munkáltatást jelenleg az intézet mellett működő Kalocsai Konfekcióipari Termelő és Kereskedelmi Kft. szolgálja.
Az intézetben töltik büntetésüket az életfogytig tartó szabadságvesztésre ítélt nők.